# Шушер
Шуше́р (рос. Шушер, марій. Шушер) — селище у складі Кілемарського району Марій Ел, Росія. Входить до складу Красномостівського сільського поселення.

## Населення
Населення — 7 осіб (2010; 16 у 2002).
Національний склад (станом на 2002 рік):
- росіяни — 69 %